# Władimir Nikonow
Władimir Leonidowicz Nikonow (ros. Владимир Леонидович Никонов; ur. 28 listopada 1937, zm. 25 sierpnia 2020)  – radziecki tancerz, pedagog, Ludowy Artysta RFSRR.

## Życiorys
W 1957 kończył Moskiewską Szkołę Choreografii i w 1980 Państwowy Instytut Sztuki Teatralnej. W latach 1957–1978 tańczył w Teatrze Bolszoj w Moskwie, od 1978 jest tam pedagogiem-repetytorem.

## Nagrody i odznaczenia
- Ludowy Artysta RFSRR (1976)[2] .